# Nestor Machno

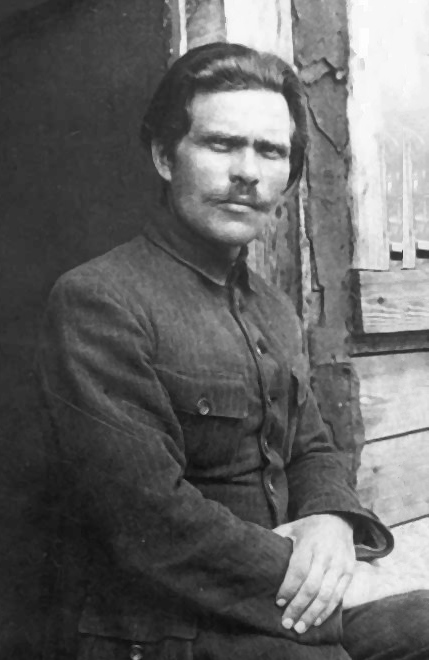
Nestor Machno 1921

Nestor Iwanowytsch Machno (ukrainisch Нестор Іванович Махно, wiss. Transliteration Nestor Ivanovyč Machno; russisch Нестор Иванович Махно Nestor Iwanowitsch Machno, wiss. Transliteration Nestor Ivanovič Machno; auch bekannt als Batko Machno, ukrainisch батько Махно [ˈbɑtʲko mɐxˈnɔ], „Vater Machno“) * 26. Oktoberjul. / 7. November 1888greg. in Huljajpole, Russisches Kaiserreich; † 25. Juli 1934 in Paris) war ein ukrainischer Politiker, Militärführer und Anarchist, Kommandeur der Revolutionären Aufständischen Armee während der Befreiungsbewegung der Ukraine. In den Jahren des russischen Bürgerkriegs von 1917 bis 1921 war er der Anführer der Machnowschtschina, die vorübergehend die Kontrolle über einen großen Teil der Ukraine übernahm.

## Leben

### Frühe Jahre
Nestor Machno kam in Huljajpole im Gouvernement Jekaterinoslaw in der heute ukrainischen Oblast Saporischschja als jüngstes von fünf Kindern einer armen Bauernfamilie zur Welt. Der Vater starb, als er zehn Monate alt war.
Aufgrund der Armut musste Machno bereits mit sieben Jahren als Schafhirte arbeiten. Ab dem Alter von acht Jahren ging er in den Wintermonaten zur Schule, während er in den Sommermonaten bei ortsansässigen Gutsherren arbeitete.
Im Alter von zwölf Jahren verließ Machno die Schule, um in Vollzeit auf den Gütern von Adligen, wohlhabenden (auch deutschen) Siedlern und Bauern zu arbeiten. Diese Siedler und Bauern wurden auch Kulaken genannt, wenn auch noch ohne die spätere pejorative Zuschreibung. Als er siebzehn Jahre alt war, begann er eine Lehre als Maler, arbeitete später als ungelernter Arbeiter in einer Eisengießerei und dann als Gießer im selben Betrieb. Dort machte er auch die ersten Erfahrungen mit revolutionären politischen Vorstellungen.

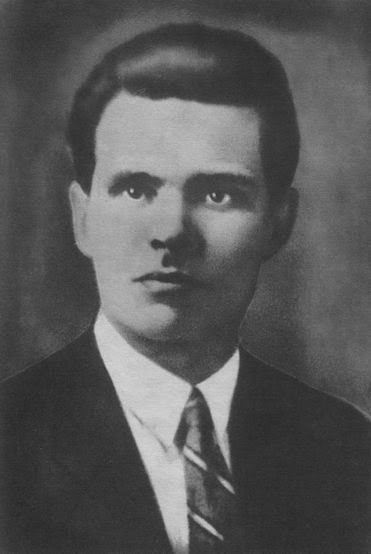
Nestor Machno im Jahre 1909

 Durch die Ereignisse der Russischen Revolution 1905 und die darauffolgende Repression des Russischen Kaiserreiches begann er sich für den Anarchismus zu interessieren. In seinen Vorstellungen einer freien Gesellschaft wurde Machno von den Ideen der anarchistischen Theoretiker und Aktivisten Michail Bakunin und Fürst Kropotkin beeinflusst. Er wurde im Jahre 1906 Mitglied in einer lokalen Gruppe von Anarchisten, die 1905 entstanden war und hauptsächlich aus Söhnen der ärmeren Landbevölkerung bestand. Ende des Jahres 1906 wurde Machno wegen politischer Attentate inhaftiert und im Jahre 1907, aus Mangel an Beweisen, wieder auf freien Fuß gesetzt. Im Jahre 1908 hatte die politische Polizei die Gruppe mit Informanten infiltriert, so dass er im Jahre 1910 mit dreizehn anderen durch ein Militärgericht zum Tode durch Hängen verurteilt wurde. Aufgrund seines Alters und der Bemühungen seiner Mutter wurde die Strafe in lebenslängliche Haft bei harter Arbeit reduziert. Während seiner Gefangenschaft wurde ihm auf Grund einer Tuberkuloseerkrankung ein Teil seiner Lunge entfernt. Im Butyrka-Gefängnis in Moskau freundete er sich mit Pjotr Andrejewitsch Arschinow an.

### Revolution und Bürgerkrieg

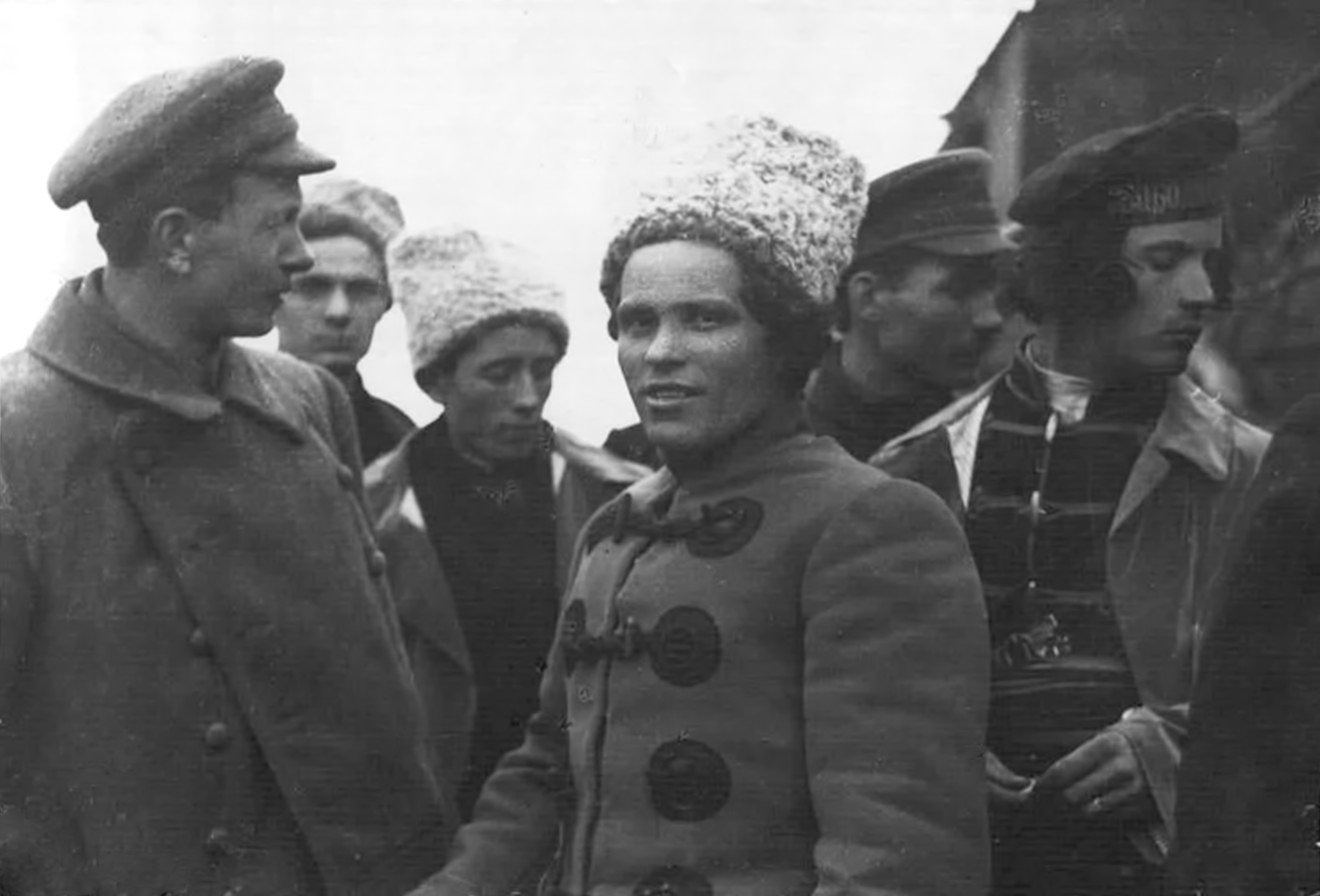
Nestor Machno (Mitte) mit Semen Karetnyk (Dritter von links) und Fedossij Schtschus (Erster von rechts)

Machno kam durch die Februarrevolution 1917 in Russland aus dem Gefängnis. Er kehrte in die Ukraine zurück und begann dort, als Vorsitzender eines Rayon-Bauern-Komitees und später als Vorsitzender eines örtlichen Sowjets die Bauern und Arbeiter zu organisieren. Durch den Frieden von Brest-Litowsk wurde die Ukraine im März 1918 politisch und ökonomisch von Sowjetrussland getrennt. Bereits vor der Oktoberrevolution von 1917 und vor dem Erlass des Land-Dekrets durch die Bolschewiki kam es so zur Enteignung von Großgrundbesitzern und Unternehmern und zur Errichtung von anarchistischen Kommunen.
Die Machno-Bewegung (genannt: Machnowschtschina) wuchs schnell und hatte das Ziel, eine anarchistische Ukraine zu verwirklichen. Die Anhänger Machnos kämpften mit bis zu 50.000 freiwilligen Partisanen in der Ukraine, wo sieben Millionen Einwohner lebten und sie bei den Bauern, den Muschiki, starken Rückhalt hatten. Durch Verwendung von mit Pferden oder Maultieren bespannten (und oft mit Maschinengewehren bestückten) Kutschen und Bauernwagen, den Tatschankas, waren sie hoch beweglich und genossen so logistische Vorteile. Die Pferde wurden bei den Bauern nicht gewaltsam requiriert. Dokumente aus ukrainischen und russischen Archiven belegen, dass Machno für eine Bezahlung mit Geld oder Naturalien sorgte. Die Machnowschtschina konnte sich erfolgreich gegen die Besatzungstruppen der Mittelmächte sowie gegen die Armeen der Weißen behaupten.
Auf Vermittlung Jakow Swerdlows traf Machno im Juni 1918 im Moskauer Kreml Lenin, der versuchte, die Bewegung für seine bolschewistische Gegenregierung in Charkiw zu gewinnen. Nach deren Zusammenbruch im November 1918 wurde der von der deutschen Obersten Heeresleitung kurzfristig eingesetzte Ataman Pawlo Skoropadskyj von Machnos Truppen vertrieben.
Das Eingreifen polnischer, bolschewistischer und rest-ukrainischer Militärverbände mündete in langwierige Kriegshandlungen, in denen die Machno-Bewegung, die Machnowschtschina, über vier Jahre ihre Positionen erfolgreich gegen die Weiße Armee verteidigte. Anton Iwanowitsch Denikins Offiziere wurden nach ihrer Gefangennahme durch Machno-Leute meist erschossen. Einfache Soldaten der Denikin-Armee ließ man dagegen laufen, nachdem sie ihrer Oberbekleidung beraubt worden waren. Uniformen und Kleidung waren während der Bürgerkriegswirren noch knapper als Waffen und Munition. Zeitweise verbündete sich Machno mit dem Ataman Matwij Hryhorjew, der eine „Ukraine für Ukrainer“ forderte und hoffte, Hetman der Ukraine zu werden. Bei den Verhandlungen gerieten die beiden in Streit und Machno ließ Hryhorjew am 27. Juli 1919 ermorden.
Während für ein Viertel der ca. 30.000 im Jahr 1919 in der Ukraine bei Pogromen ermordeten Juden die unabhängigen Bauernarmeen verantwortlich waren, bescheinigt der Historiker Serhii Plokhy: „Der einzige Warlord, der, wenngleich mit wechselndem Erfolg, versuchte seine Truppen von Pogromen abzuhalten und den Antisemitismus in den Reihen seiner Bauernarmee zu bekämpfen, war Nestor Machno.“
Machno lehnte Verhandlungen mit den Weißen ab und schlug sich 1920 nach einer Phase des Partisanenkriegs gegen die sowjetische Regierung wieder auf die Seite der Roten Armee. Abgesandte der Weißen Armee General Wrangels wurden dabei exekutiert.
Der Sieg der Bolschewiki im russischen Bürgerkrieg hatte als politisches Ziel, die Integration der Machnowschtschina in die mit ihr vormals verbündete Rote Armee zu erreichen und die Ukraine zu bolschewisieren. So forderte Lew Borissowitsch Kamenew die Auflösung der von Machno gegründeten selbstständigen Räte. Dagegen gab es aus den Reihen der Machnowschtschina, die weiterhin für eine anarchistische Ukraine kämpfen wollte, heftigen Widerstand. Unter Führung Leo Trotzkis schlug die Rote Armee die Bewegung endgültig gewaltsam nieder.

### Exil und Tod
Machno selbst, der mehrfach verwundet wurde und wegen der Spätfolgen der Tuberkulose kränkelte, konnte 1921 mit seiner Partnerin Galina über Rumänien, Polen, Danzig und Berlin nach Paris fliehen. Er schrieb ab 1926 zusammen mit russischen Exilanten für die Monatszeitschrift Delo Truda und war Mitverfasser der Organisatorischen Plattform der libertären Kommunisten. Diese Schrift wurde zum Grundlagentext des Plattformismus, einer Strömung des Anarchismus, die stark von den Erfahrungen des Kampfes der Machnowschtschina beeinflusst war und auf eine starrere Struktur der revolutionären Organisation setzte. Von der Mehrheit der zeitgenössischen Anarchisten wie Volin und Errico Malatesta wurden diese Ideen aber als Versuche einer Hierarchisierung der Bewegung gesehen und als „Bolschewisierung“ des Anarchismus bezeichnet und abgelehnt. 
Machno traf sich 1927 unter anderem mit Buenaventura Durruti und Francisco Ascaso. 

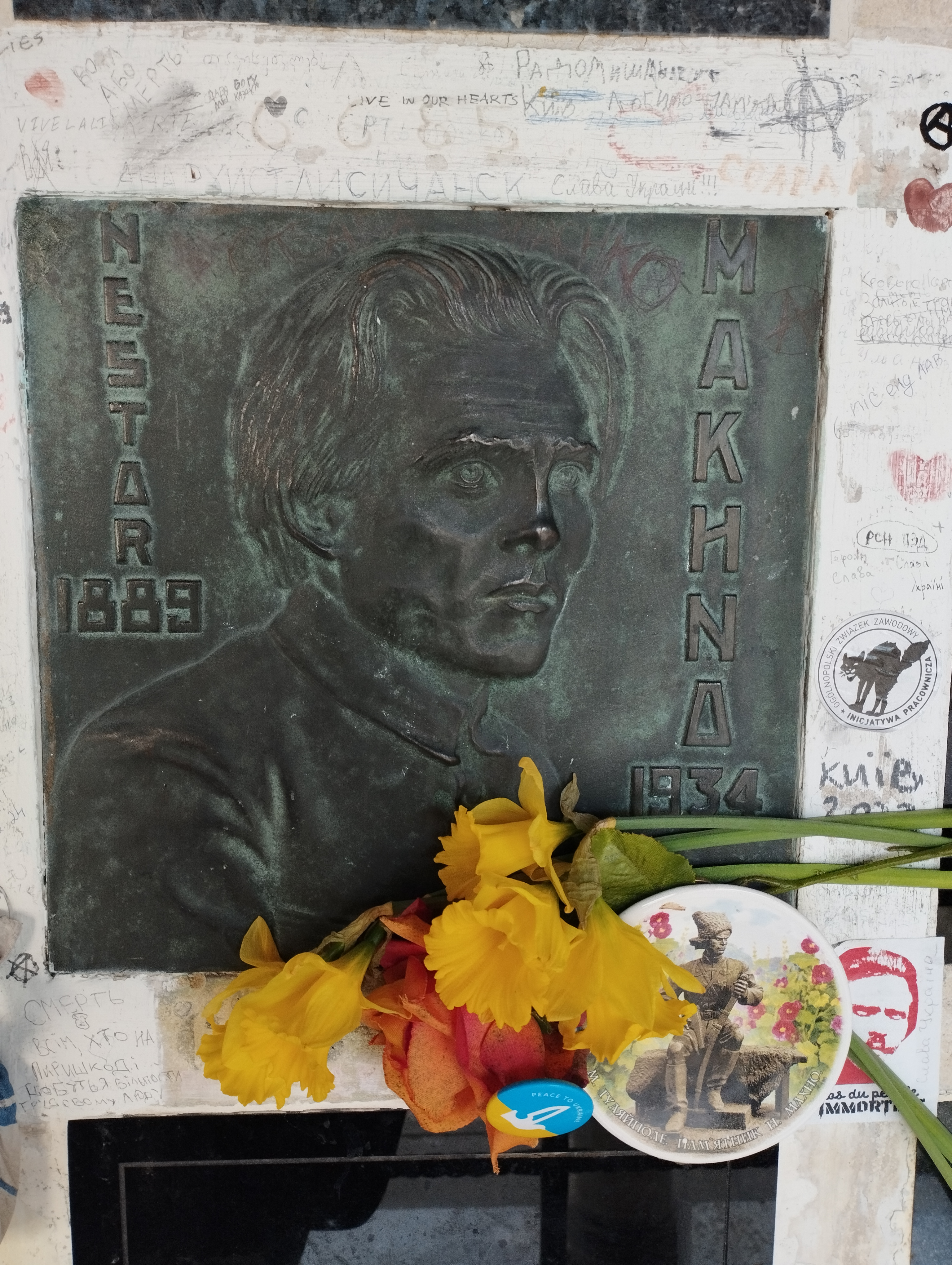
Nestor Machnos Grablege

Durch die politische Isolation in Frankreich und die Entwicklung in der Ukraine verbittert zog er sich mehr und mehr zurück. Er arbeitete als Zimmermann, als Bühnenarbeiter an der Pariser Oper und in einer Renault-Werkstatt. Er wurde am 16. März 1934 wegen seines schlechten Gesundheitszustands in das Hôpital Tenon eingeliefert und starb am Morgen des 25. Juli 1934 an Tuberkulose. 500 Menschen nahmen drei Tage nach seinem Tod an seinem Begräbnis auf dem Pariser Friedhof Père-Lachaise teil. Seine Asche wird in Abschnitt 87, Nische 6685 des Kolumbariums des Friedhofs aufbewahrt.

## Film
- Helene Chatalain, Dimitri Pliouchtch: Nestor Machno – Paysane d'Ukraine. Frankreich La Sept-Arte 1996. (Deutscher TV-Titel: Nestor Machno – ukrainischer Bauer und Anarchist.)
- Nikolaj Kaptan, Wladimir Dostal: Dewjatch Shisnej Nestora Machno/Девять жизней Нестора Махно. 12-teiliger Fernsehfilm Russland Pervyj Kanal/Первый канал Juli 2007, nach dem gleichnamigen Roman von Igor Bolgarin und Wiktor Smirnow.
- Bolschaja-malaja woina (Большая—малая война/Der große kleine Krieg), auch unter dem Titel Banda Machno (Die Machno-Bande) ediert, Regie: Vasile Pescaru, UdSSR 1980, mit Wiktor Saitow, Gennadi Sajfulin, Jewgeni Lasarow

## Weitere künstlerische Rezeption
- Alexei Tolstoi: Der Leidensweg, Romantrilogie, 1920–1941
- Alexander Parchomenko; Film, 1942; Regie: Leonid Lukow; Boris Tschirkow als Nestor Machno[14]